# Falumúzeum (Tura)
A Rákóczi u. 30-ban berendezett falumúzeum Tura egyetlen múzeuma. A gyűjtemény szakmai munkáját a Galgamente falumúzeumait felügyelő aszódi Petőfi Múzeum ellenőrzi.

## Története
Az 1905-ben emelt parasztház a helyi építő hagyományt őrzi. A tájmúzeumot 1989-ben nyitották meg. A kiállított tárgyakat Szilágyi Gáborné gyűjtötte össze több év alatt.

## A kiállítás
A házban a hagyományos lakáskultúrát mutatják be enteriőr-szerűen; a legérdekesebbek a régi gyermekjátékok. Különösen gazdag a gyűjtemény helyi népviseletet bemutató része. A gazdálkodás eszközeit a fészerben helyezték el. .
Látogatható:
- kedden és csütörtökön 9–13 óra között,
- szombaton és vasárnap 13–17 óra között.